# Aglaphyra aethiopica
Aglaphyra aethiopica är en skalbaggsart som beskrevs av Keith 2010. Aglaphyra aethiopica ingår i släktet Aglaphyra och familjen Melolonthidae. Inga underarter finns listade i Catalogue of Life.